# White Christmas (série télévisée)
Pour les articles homonymes, voir White Christmas.
Special Crime Squad MSS 400-year-old Dream
White Christmas (화이트 크리스마스) est une série de Noël sud-coréenne de 2011 avec Kim Sang-kyung et Baek Sung-hyun, et un casting de tout jeunes acteurs comme Kim Young-kwang, Lee Soo-hyuk, Kwak Jung Wook, Hong Jong-hyun, Esom, Kim Woo-bin, Sung Joon, Jung Suk-won, et Lee El. 
Écrit par Park Yeon-seon et réalisé par Kim Yong-soo, le drama a été diffusé parmi les autres Special Dramas de la collection Drama City sur KBS2 du 30 janvier au 20 mars 2011, tous les dimanches à 23h15, pour huit épisodes en tout.
Un lycée privé isolé du reste de la société, où seuls les élèves les plus performants ont leur place, devient le théâtre d'une série de morts suspectes, meurtres et suicides confondus. Pendant huit jours, les élèves qui ont décidé de passer leur unique semaine de vacances au lycée vont vivre dans des conditions effroyables, entre peur et vengeance. Le drama aborde la question du bien et du mal : naît-on mauvais ou le devient-on ? Le drama montre également que les adolescents peuvent être aussi empathiques que cruels.

## Synopsis
Niché dans les montagnes isolées de la province de Gangwon, le lycée privé Soo-sin accueille seulement 1 % des meilleurs élèves du pays. Leurs résultats prestigieux sont le fruit d'une pression permanente et d'un système de punition très strict. Étudier et rien d'autre. Les élèves ne pratiquent aucune activité extra scolaire. Sept étudiants et un professeur décident de rester au lycée pendant les vacances de Noël. Ils recueillent un psychiatre du nom de Kim Yo Han (Kim Sang-kyung), qui a eu un accident de voiture aux environs du lycée. Immobilisés par la neige, ils vont fêter Noël et le Nouvel An ensemble pendant ces huit jours.
Au début des vacances, Park Mu Yeol (Baek Sung-hyun), étudiant prestigieux, reçoit une lettre de menace d'un destinataire inconnu. Jo Young Jae (Kim Young Kwang) un des élèves les plus détestés martyrise ses camarades pour cacher son complexe d'infériorité. Yoon Soo (Lee Soo-hyuk), quant à lui, est un élève perturbé venant d'une famille aisée. Il est le leader d'un groupe de rock. Yoon Eun Sung (Esom) était une fille populaire au lycée avant qu'elle ne change subitement de personnalité.
Tous reçoivent la même lettre que Park Mu Yeol. Ils découvrent que la lettre anonyme n'est pas qu'un simple canular : parmi eux se trouve un meurtrier. Chacun mène alors son enquête pour démasquer l'auteur des lettres et des menaces, tout en se suspectant chacun leur tour.  Au fil des jours, ils vont tenter de répondre à cette question : naît-on monstre ou le devient-on ?

## Casting
- Kim Sang-kyung : Kim Yo Han
- Baek Sung-hyun : Park Mu Yeol[5]
- Kim Young-kwang : Jo Young Jae[6]
- Lee Soo-hyuk : Yoon Soo
- Kwak Jung Wook : Yang Kang Mo
- Hong Jong-hyun : Lee Jae Kyu
- Esom : Yoon Eun Sung
- Kim Woo-bin (aka Kim Hyun Joong) : Kang Mi Reu[7],[8]
- Sung Joon : Choi Chi Hoon[9]
- Jung Suk-won : Yoon Jong Il
- Lee El : Oh Jung Hye